# Кистлер, Барбара
Барбара Анна Кистлер (нем. Barbara Anna Kistler; 21 ноября 1955, Цюрих, Швейцария — январь-февраль 1993, Тунджели, Турция) — швейцарская революционерка-интернационалистка, участница вооружённой борьбы в Турции. После своей гибели стала символом интернационализма для турецких и европейских левых.

## Биография
Родилась в рабочей семье. С детства начала интересоваться политикой и уже в 16 лет стала общаться с членами левых организаций. С 17 лет принимает участие в женском и антифашистском движениях, в протестах против государственных репрессий, участвует в деятельности комитетов солидарности с политзаключёнными.
Кардинальный поворот в её деятельности происходит в 1980 г., когда происходят не только молодёжные выступления в Цюрихе, но и в Турции — государственный переворот. Установление там нового режима повлекло за собой массовые нарушения прав человека, аресты более 600 000 человек, антигуманные условия в тюрьмах и пытки.
Начиная с 1980 г. она ищет связи с турецкими революционерами-эмигрантами и, в середине 1980-х, вступает в контакт с членами Коммунистической партии Турции/Марксистско-ленинской, созданной Ибрагимом Кайпаккаей. После продолжительной дискуссии и разочарования из-за нежелания швейцарских старых левых принять активное участие в антиимпериалистической и национально-освободительной борьбе, Барбара Кистлер присоединяется к КПТ/МЛ и отправляется в Турцию.
В Турции она получает псевдоним «Kinema» и работает журналисткой. Однако, во время одной из полицейских облав, 19 мая 1991 г. её арестовывают  на квартире в Стамбуле, а двух партийных товарищей вышедших незадолго до этого из дома — убивают. После двухнедельных пыток в тюрьме Байрампаша во время суда Барбара Кистлер делает заявление, в котором обвиняет турецкие власти в фашизме и добавляет: «Вы не имеете права судить пролетарский интернационализм!». Она была приговорена к 3 годам и 9 месяцам тюремного заключения за перевод текста запрещённой организации.
16 сентября, спустя несколько месяцев заключения, турецкие власти высылают Барбару Кистлер в Швейцарию. Пробыв на родине всего месяц, Кистлер инкогнито возвращается в Турцию, где присоединяется к вооружённому крылу КПТ/МЛ — Рабоче-Крестьянской Армии освобождения Турции. Во время одной из партизанских операций она была убита в ходе столкновения с турецкой армией.

## Память
- Имя Барбары Кистлер носит центр документации в Неаполе (итал. Centro di documentazione comunista Barbara Kistler).
- Её имя носит немецкая леворадикальная организация «Барбара Кистлер Коммандо» (нем. Kommando Barbara Kistler), возможно являющаяся псевдонимом AIZ[5] и итальянская «Ячейка им. Барбары Кистлер» (итал. Cellula Barbara Kistler).
- Турецкий левый журнал «Atilim» поставил её в один ряд с такими выдающимися революционными деятелями, как Клара Цеткин, Роза Люксембург, Александра Коллонтай, Надежда Крупская, Женни Маркс и др.[6]